# Digestief
Een digestief is een drankje dat na de maaltijd gedronken wordt, met het traditionele geloof dat het de spijsvertering zou bevorderen (alhoewel er daar geen sterk wetenschappelijk bewijs voor is). Het tegenovergestelde is een aperitief, een (meestal alcoholische) drank die men nuttigt voor het eten. Het wordt afzonderlijk of tegelijk met de koffie gedronken:
- Armagnac
- Becherovka
- Bitter
- Calvados
- Cognac
- Eau de vie
- Elixir d'Anvers
- Jägermeister
- Likeur
- Limoncello
- Sheridan's
- Whisky

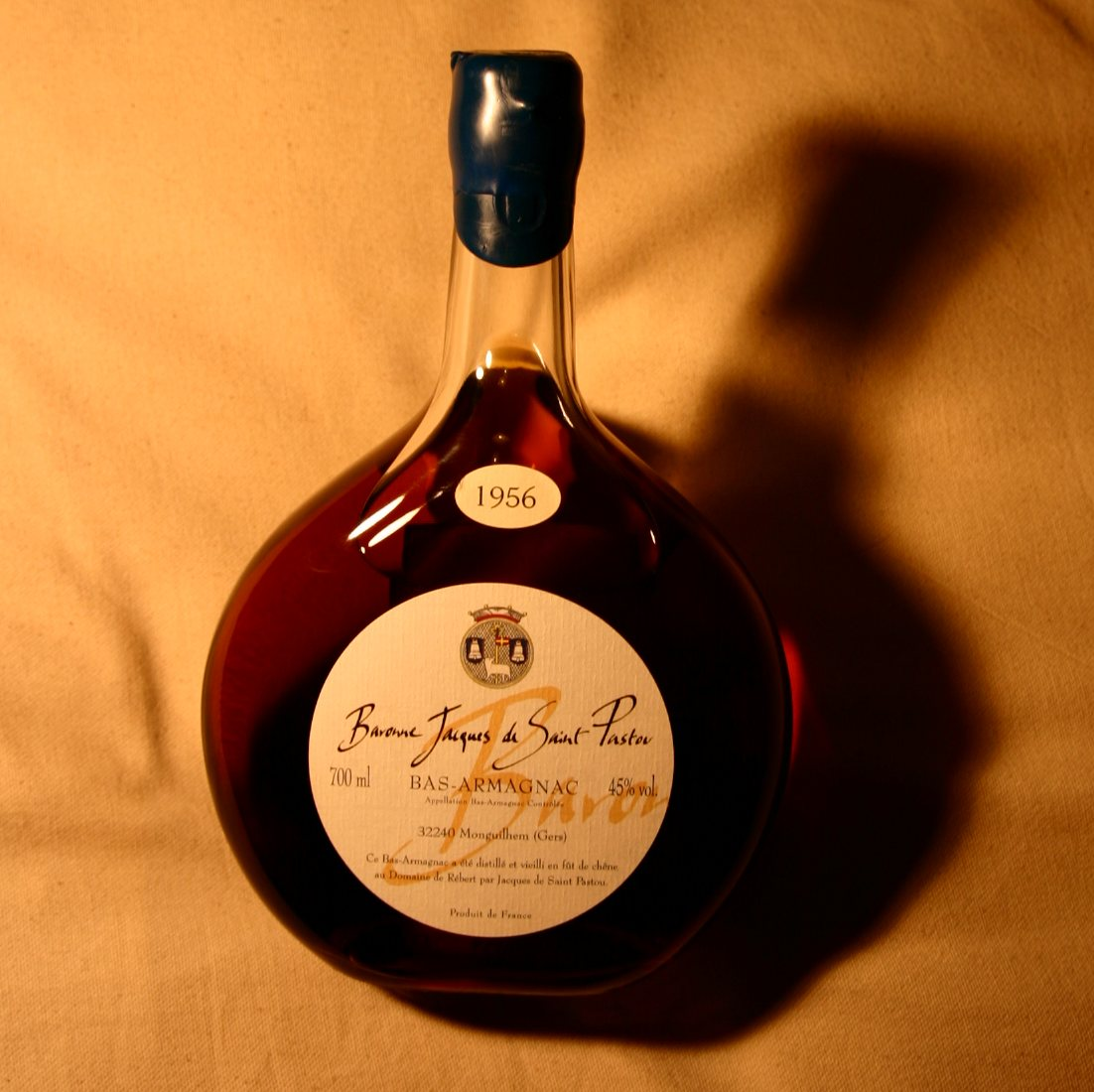
Armagnac is een voorbeeld van een digestief.

Wetenschappelijk onderzoek schijnt uit te wijzen dat het digestief echter in de andere richting werkt dan in het populaire denkbeeld. Wanneer voedsel wordt gegeten voordat alcohol wordt gedronken, wordt de alcoholabsorptie verminderd en de snelheid waarmee alcohol uit het bloed wordt geëlimineerd neemt toe. Het mechanisme voor de snellere eliminatie van alcohol lijkt geen verband te houden met het soort kost in de maag. Het mechanisme wordt waarschijnlijk door voedsel veroorzaakt, waardoor de concentratie aan alcoholmetaboliserende enzymen alsook de bloedstroom in de lever toenemen. Kortom, het is eerder voedsel dat helpt om alcohol beter te verteren.